# Alchemilla retinerviformis
Alchemilla retinerviformis är en rosväxtart som beskrevs av Sergei Vasilievich Juzepczuk. Alchemilla retinerviformis ingår i släktet daggkåpor, och familjen rosväxter. Inga underarter finns listade i Catalogue of Life.